# Daina Gudzinevičiūtė
Daina Gudzinevičiūtė (n. 23 decembrie 1965, Vilnius, RSS Lituaniană, URSS) este o trăgătoare de tir ce a reprezentat Uniunea Republicilor Sovietice Socialiste, medaliată olimpică. A participat la 5 ediții ale Jocurilor Olimpice (1996, 2000, 2004, 2008, 2012) în care a câștigat o medalie de aur.